# Metablastothrix
Metablastothrix is een geslacht van vliesvleugeligen uit de familie Encyrtidae. De wetenschappelijke naam van dit geslacht is voor het eerst geldig gepubliceerd in 1964 door Sugonjaev.

## Soorten
Het geslacht Metablastothrix omvat de volgende soorten:
- Metablastothrix claripennis (Compere, 1928)
- Metablastothrix isomorpha (Sugonjaev, 1964)